# Ludwig Stumpfegger
Ludwig Stumpfegger (* 11. Juli 1910 in München; † 2. Mai 1945 in Berlin) war ein deutscher Chirurg und nach Theo Morell der zweite Leibarzt von Adolf Hitler.

## Leben
Stumpfeggers Vater war Postsekretär. Nach dem Schulbesuch studierte Ludwig Stumpfegger ab 1930 in München Medizin und wurde dort am 11. August 1937 zum Dr. med. promoviert. Seit 1930 war er Mitglied der Studentenverbindung Apollo München, der späteren Burschenschaft Apollo München. Während des Studiums trat er nach der Machtübergabe an die Nationalsozialisten am 2. Juni 1933 der SS bei (SS-Nr. 83.668), am 20. April 1943 führte er den Rang eines SS-Obersturmbannführers der Reserve in der Waffen-SS. Am 1. Mai 1935 wurde er zudem Mitglied der NSDAP (Mitgliedsnummer 3.616.119). Er arbeitete ab 1936 als Assistenzarzt unter Karl Gebhardt im Sanatorium Hohenlychen. Zunächst als Erholungsheim für TBC-Kranke gebaut, wurde die Klinik ab 1933 hauptsächlich zur Behandlung von Arbeits- und Sportunfällen genutzt.
Der Skilehrer und erfolgreiche Faustballspieler (Deutscher Meister 1935 mit der Turngemeinde Landshut) gehörte 1936 dem Ärzteteam unter Gebhardt an, das für die medizinische Betreuung der Olympischen Spiele in Garmisch-Partenkirchen und Berlin zuständig war. Ab 1939 war die Klinik Hohenlychen der SS unterstellt und teilweise zum Lazarett umfunktioniert. Von November 1939 bis April 1940 diente Stumpfegger beim SS-VT-Regiment und war leitender Arzt der chirurgischen Abteilung im SS-Lazarett Berlin. Danach vertrat er Gebhardt als Begleitarzt Heinrich Himmlers und wurde im September 1941 zum Führer der Chirurgengruppe beim Kommandostab des Reichsführers SS ernannt.
Er beteiligte sich während des Zweiten Weltkrieges unter der Führung von Gebhardt, Fritz Fischer und Herta Oberheuser in Hohenlychen an Menschenversuchen (kriegschirurgische Experimente im Bereich der Transplantationschirurgie), hauptsächlich an polnischen Frauen aus dem KZ Ravensbrück. Hierbei nahm Stumpfegger persönlich Verpflanzungen von Knochen und Muskeln vor und verwertete diese Menschenversuche für seine Habilitation im Herbst 1944 an der Medizinischen Fakultät der Universität Berlin. Titel seiner Habilitationsschrift war: Die freie autoplastische Knochentransplantation in der Wiederherstellungschirurgie der Gliedmaßen.
Nach der Entmachtung von Karl Brandt wurde er auf Vorschlag Himmlers am 9. Oktober 1944 als Begleitarzt zum Stab des Reichskanzlers (Führerhauptquartier Wolfsschanze bei Rastenburg) abkommandiert. Danach blieb er bis zum 1. Mai 1945 im Führerbunker in Berlin, wo Hitler ihn am 20. April 1945 zum SS-Standartenführer und Oberst der Polizei beförderte.
Nach unbestätigten Angaben soll er auf Bitten Magda Goebbels’ deren Kinder mit Blausäure getötet haben. Der SS-Zahnarzt Helmut Kunz erklärte im Verhör durch die Sowjets am 7. Mai 1945, dass Magda Goebbels die Kinder vergiftet habe und er lediglich Tatzeuge gewesen sei. Am 19. Mai 1945 korrigierte er seine Aussage dahingehend, dass Stumpfegger an der Tötung der Kinder mitgewirkt habe. Am Abend des 1. Mai 1945 habe er den Kindern einleitend Morphium injiziert, Magda Goebbels sei jedoch nicht fähig gewesen, ihre Kinder zu töten. Er habe daraufhin Ludwig Stumpfegger herbeiholen müssen, der mit Magda Goebbels das Kinderzimmer betreten habe.
Am Nachmittag des 30. April 1945 war er neben Joseph Goebbels, dem Leiter der Parteikanzlei der NSDAP Martin Bormann, Hitlers Leibdiener Heinz Linge, Hitlers Fahrer Erich Kempka, Hitlers persönlichem SS-Adjutanten Otto Günsche sowie einigen Angehörigen des Führerbegleitkommandos anwesend, als im Garten der Reichskanzlei die Leichen Adolf Hitlers und seiner Frau Eva, geb. Braun, mit Benzin übergossen und verbrannt wurden.
Ludwig Stumpfegger nahm sich am 2. Mai 1945 mit einer Blausäure-Giftkapsel gemeinsam mit Martin Bormann das Leben. Zuvor hatten beide mit anderen Insassen des Führerbunkers einen Durchbruch aus dem stark umkämpften Stadtzentrum Berlins versucht. Dabei wurden er und Bormann angeblich von der Fluchtgruppe getrennt. Die beiden sollen schließlich, erschöpft und demoralisiert, am Lehrter Bahnhof Suizid verübt haben. Der Reichsjugendführer Artur Axmann gab bei späteren Vernehmungen an, er und sein Adjutant Günter Weltzin hätten die Leichen von Stumpfegger und Bormann dort gesehen.
Am 7./8. Dezember 1972 fand man bei Erdkabelarbeiten der Post zwei Skelette. Bei deren Untersuchung konnten Gerichtsmediziner, Zahnärzte und Anthropologen diese Ludwig Stumpfegger und Martin Bormann zuordnen. An beiden Schädeln wurden zwischen den Zähnen Glassplitter von Blausäureampullen gefunden. Als einer von vier Ärzten aus Hohenlychen hätte Stumpfegger neben Karl Gebhardt, Fischer und Oberheuser im Nürnberger Ärzteprozess angeklagt werden sollen. Ludwig Stumpfegger hinterließ eine Witwe, Gertrud Stumpfegger (geb. Spengler, 1915–2005). Nach beider Tod wurden sie in einem gemeinsamen Grab auf dem Münchner Nordfriedhof begraben, wo sich das Grab heute noch befindet.

## Veröffentlichungen
- Die freie autoplastische Knochentransplantation in der Wiederherstellungschirurgie der Gliedmaßen. Erfahrungen und Ergebnisse. In: Deutsche Zeitschrift für Chirurgie Bd. 259 (1944), S. 495–746 (Habilitation).